# Lógica por defecto
La lógica por defecto es una lógica no monotónica propuesta por Raymond Reiter para formalizar el razonamiento con hipótesis por defecto.
La lógica por defecto puede expresar hechos como "de forma predeterminada, algo es cierto", por el contrario, la lógica estándar sólo puede expresar que algo es cierto o que algo es falso. Esto es un problema porque el razonamiento con frecuencia implica que los hechos son ciertos en la mayoría de los casos, pero no siempre. Un ejemplo clásico es el siguiente: "las aves suelen volar". Esta regla puede expresarse en lógica estándar, ya sea por "todas las aves vuelan", que es incompatible con el hecho de que los pingüinos no vuelan, o por "todas las aves que no son pingüinos y no son avestruces y ... vuelan ", que exige que se determinen todas las excepciones a la regla. La lógica por defecto apunta a la formalización de las reglas de inferencia como esta sin mencionar explícitamente todas sus excepciones.